# Svjetska baština u Španjolskoj
Kronološki popis svjetske baštine u Španjolskoj po godini upisa na UNESCO-ov popis:

## 1984
- Stari dio Córdoba
- Alhambra, Generalife i Albayzín u Granadi
- Katedrala u Burgosu
- Samostan San Lorenzo el Real de El Escorial
- Djela Antonija Gaudíja (Park Güell, Palau Güell, Casa Milà (svi u Barceloni) - 2005. prošireno i na: Kriptu i božičnu fasadu Sagrada Familia, Casa Vicens, Casa Batlló (sve u Barceloni), kripta u Colonia Güell (u Santa Coloma de Cervelló)

## 1985
- Spilja Altamira
- Stari dio grada Segovia i akvedukt u Segoviji
- Spomenici Kraljevine Asturije u Oviedu i okolici
- Stari dio Santiago de Compostela
- Stari dio Avile

## 1986
- Mudéjar arhitektura u Aragónu (bivši Spomenici Teruela)
- Stari dio Toleda
- Nacionalni park Garajonay na kanarskom otoku La Gomera
- Stari dio Cáceresa

## Ostali upisi
| - 1987. – Katedrala, Alcázar i Archivo General de Indias u Sevilli - 1988. – Stari dio Salamance - 1991. – Cistercitski samostan u Pobletu - 1993. – Arheološka nalazišta u Méridi - 1993. – Kraljevski samostan Santa María de Guadalupe - 1993. – Hodočasnički put svetog Jakova - 1994. – Nacionalni park Coto de Doñana - 1996. – Stari dio Cuence - 1996. – Llotja de la Seda u Valenciji (burza svile) - 1997. – Las Médulas, uključujući rudnike zlata - 1997. – Palau de la Música Catalana i Hospital de Sant Pau u Barceloni - 1997. – Samostani San Millán de Yuso i San Millán de Suso - 1997. – Brdski predjeli Monte Perdida u Pirenejima - 1998. – Univerzitet i povijesni kvart Alcalá de Henares - 1998. – Špiljske umjetnine sredozemnog bazena na Iberijskom poluotoku - 1999. – Bioraznovrsnost i kultura Ibize - 1999. – San Cristóbal de La Laguna na Kanarskom otoku Tenerife | - 2000. – Arheološki kompleks Tárraco (Tarragona) - 2000. – Gaj palmi El Palmeral u Elxu - 2000. – Rimske zidine u Lugu - 2000. – Katalonske romaničke crkve doline Vall de Boí - 2000. – Arheološko nalazište Atapuerca - 2001. – Kultivirani krajolik Aranjueza - 2003. – Renesansne građevine u Úbedau i Baezau - 2006. – Biskajski most (Puente Vizcaya) između Portugalete i Getxoa - 2007. - Nacionalni park Teide - 2010. - Paleolitska umjetnost Foz Côa i Siega Verde - 2011. - Kulturni krajolik Serra de Tramuntane - 2012. - Baština žive: Almadén i Idrija - zajedno sa Slovenijom - 2016. - Nalazište dolmena u Antequeri - 2017. - Bukove prešume Karpata i drugih područja Europe (zajednička svjetska baština 12 zemalja) - 2018. - Kalifatski grad Medina Azahara - 2019. - Risco Caído i svete planine kulturnog krajolika Gran Canaria - 2021. - Park Buen Retiro i bulevar Paseo del Prado u Madridu - 2023. - Talajotska Menorca |

## Popis predložene svjetske baštine Španjolske
| - 1996. – Veliko bogatstvo Ribeira Sacra - 1998. – Romanička enklava Palencije i Kantabrije - 1998. – Bastioni i utvrde na granicama Španjolske - 1998. – Vía de la Plata - 1998. – Mediteranske vjetrenjače - 1998. – Kulturni vinski itinerar mediteranskih gradova - 2001. – Kulturna ruta Svetog Franje Ksaverskog - 2002. – Starogrčki arheološki lokalitet antičke luke Empúries - 2004. – Primorski Pireneji, zajedno s Francuskom - 2007. – Cañadas Reales Masete - 2007. – Starorimski putovi, zajedno s drugim europskim državama - 2007. – Ancares – Somiedo - 2007. – Povijesna baština prosvjetiteljstva, grad El Ferrol - 2007. – Dvorac Loarre - 2007. – Španjolska rudarska baština - 2007. – Stočni putovi Mesta - 2009. – Mediteranski krajolici mjesta: Plasencia, Monfragüe i Trujillo - 2012. – Jaénska katedrala kao proširenje zaštićene baštine Úbeda i Baeza - 2012. – Kulturni krajolik dolina soli: Añana i Poza de la Sal - 2013. – Kultivirani krajolik vinograda La Rioja i Alavan Rioja | - 2014. - Kultivirani krajolik mediteranskih planina Priorat-Montsant-Siurana - 2015. - Portal samostana Santa Maria u Ripollu - 2016. - Brdo Seu Vella u Lleidi - 2016. - Samostan Santa María de La Rábida i Kolumbova mjesta - 2016. - Palača Infantado, Guadalajara - 2017. - Crkva San Salvador de Valdediós - 2017. - Krajolici maslinika Andaluzije - 2017. - Iberijsko vino - 2018. - Otočje Cíes, atlantski otoci NP Galicia - 2019. - Hadrianov grad Italica - 2019. - Mozarapska arhitektura iberijskog poluotoka - 2019. - Nadbiskupija Egara i njezini slikarski ukrasi (5. – 8. st.) - 2021. - Sukneževina Andora: materijalni dokazi o izgradnji Pirinejske države - 2022. - Sigüenza i Atienza, slatko-slani krajolik - 2023. - Kulturni krajolik Carmone - 2024. - Europske vodenice papira (iz vremena ručne proizvodnje papira) - 2025. - Geoda Pulpija - 2025. - Radničko sveučilište Gijona/Xixona - 2025. - Petroglifi La Palme |

## Poveznice
- Popis mjesta svjetske baštine u Europi
- Popis mjesta svjetske baštine u Africi